# Need for Speed
Need for Speed (NFS) е поредица състезателни видеоигри на Electronic Arts. Това е една от най-популярните състезателни игри на пазара. Първата версия на играта се появява през 1994 г., а от 2002 г. всяка година излиза поне по една нова, с изключение на 2014 г. и 2018 г.

## Игри
Поредицата съдържа 24 заглавия. Шест от игрите са разработвани от EA Canada, две от Eden Games и две от Criterion Games.
- The Need for Speed (1994)
- Need for Speed II (1997)
- Need for Speed III: Hot Pursuit (1998)
- Need for Speed: High Stakes/Need for Speed: Road Challenge (1999)
- Need for Speed: Porsche Unleashed/Need for Speed: Porsche 2000 (2000)
- Need for Speed: Hot Pursuit 2 (2002)
- Need for Speed: Underground (2003)
- Need for Speed: Underground 2 (2004)
- Need for Speed: Most Wanted (2005)
- Need for Speed: Carbon (2006)
- Need for Speed: ProStreet (2007)
- Need for Speed: Undercover (2008)
- Need for Speed: Shift (2009)
- Need for Speed: Nitro (2009)
- Need for Speed: World (2010)
- Need for Speed: Hot Pursuit (2010)
- Need for Speed Shift 2: Unleashed (2011)
- Need for Speed: The Run (2011)
- Need for Speed: Most Wanted (2012)
- Need for Speed: Rivals (2013)
- Need for Speed: No Limits (2015)
- Need for Speed (2015)
- Need for Speed Payback (2017)
- Need for Speed Heat (2019)[1]
- Need for Speed Unbound (2022)